# Linha Genebra-Lausanne
A linha Genebra-Lausanne ou Genebra-Lausana (na sua forma portuguesa) parte da Estação de Genebra-Aeroporto até à Estação de Lausana passando, ao longo do Lago Lemano, por  Versoix, Nyon, Gland e Morges.

## História
O primeiro troço foi aberto em 1855 entre Renens e de Morges pela Companhia do Oeste da Suíça, mas rapidamente se estendeu até à Estação de Lausana que foi inaugurada em 1916.
A 1 de janeiro de 1902 a linha foi anexada à recentemente criada Caminhos de Ferro Federais que a electrificaram a partir de 1925, e estenderam a linha até à estação de triagem de La Paille.
Em 1987 inaugura-se a ligação entre a Estação de Genebra-Cornavin e a Estação de Genebra-Aeroporto para permitir a partida diretamente do Aeroporto de Genebra 